# Sucre (paroisse civile de Táchira)
Pour les articles homonymes, voir Sucre (homonymie).
Sucre est l'une des trois paroisses civiles de la municipalité de Sucre dans l'État de Táchira au Venezuela. Sa capitale est Queniquea, chef-lieu de la municipalité.